# Чёрный Вигвам
Чёрный Вигва́м (англ. Black Lodge) — таинственное место в мифологии сериала «Твин Пикс», существующее в параллельной реальности. Многие мистические персонажи сериала (карлик, Боб) обитают в этом месте и являются из него. Сюда же приводит агента Купера поиск разгадки загадочного убийства Лоры Палмер. Географически вход в Чёрный Вигвам согласно мифологии сериала располагается внутри кольца из 12 сикоморов в Гоуствудском лесу (мистический двойник Гластонберийской рощи, где похоронен король Артур), находящемся вблизи городка Твин Пикс. Вход в Чёрный Вигвам открывается только во время сближения Юпитера и Сатурна. Чёрный Вигвам кинематографически представлен как «красная комната» с занавесками и креслами, точнее — череда повторяющихся таких комнат, в которых обитают малопонятные и косноязычные сущности. Помимо агента Купера к Чёрному Вигваму проявляет интерес Уиндом Эрл, бывший агент ФБР, серийный убийца и личный враг Купера. В последней серии второго сезона сериала агент Купер попадает в Чёрный Вигвам, где его душой завладевает Боб. Именно Боб в виде двойника Купера покидает Вигвам в самом конце второго сезона сериала.
Одна из наиболее полных характеристик Чёрного Вигвама даётся в сериале в беседе между агентом Купером и помощником шерифа Хоком:
Хок: Купер, возможно ты ничего не боишься в этом мире, но существуют и другие миры.
Купер: Расскажи мне.
Хок: Мои люди верят, что Белый Вигвам — это место, где живут духи, которые правят человеком и природой на земле.
Трумен: Это одна из местных легенд, очень древняя.
Хок: Есть ещё легенда о месте, которое называется Чёрный Вигвам… Как гласит легенда, это воплощённая тень Белого Вигвама. Каждый дух должен пройти через него на пути к совершенству. Там ты встретишься с воплощением своей тени. На языке моего народа это называется «Живущий на Пороге».
Купер: «Живущий на Пороге»…
Хок: Но говорят, если попадёшь в Чёрный Вигвам, не обладая безупречной храбростью, он безвозвратно уничтожит тебя.
Следует заметить, что Дэвид Линч (один из создателей сериала «Твин Пикс») не является изобретателем термина «Чёрный Вигвам»: намного ранее оно было упомянуто в теософской периодике, его упоминает английский поэт и оккультист Алистер Кроули в романе «Лунное дитя» (1917).